# Эдельвейс альпийский
Эдельве́йс альпи́йский (лат. Leontopódium alpínum) — многолетнее травянистое растение; вид рода Эдельвейс семейства Астровые, или Сложноцветные (Asteraceae).
Растёт на большой высоте в горах, в субальпийской и альпийской зонах. Иногда он встречается и гораздо ниже, где, однако, теряет белое войлочное опушение, поэтому менее декоративен.

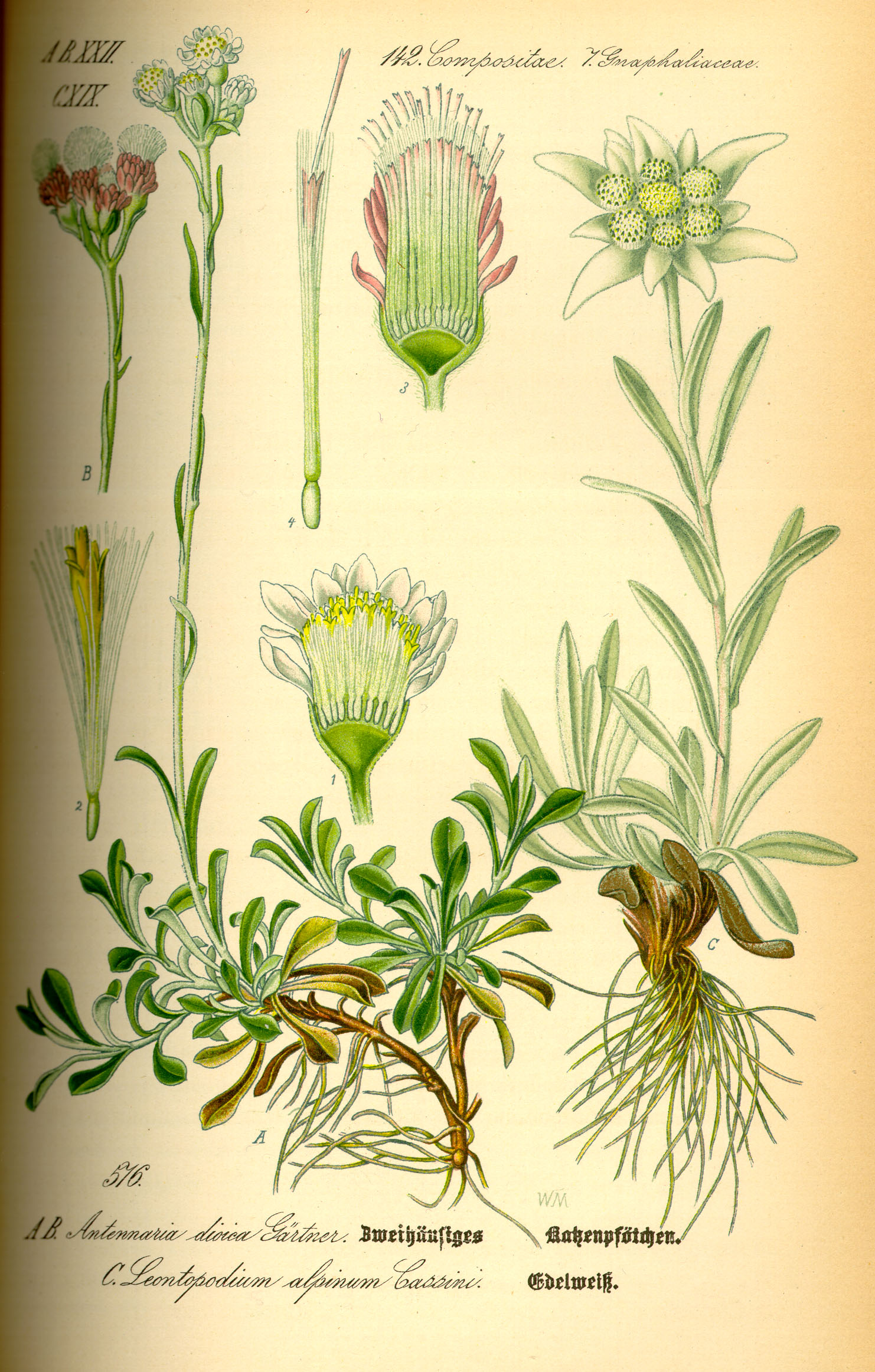

## Биологическое описание
Растения могут быть различной величины, часто высота и размер в поперечнике достигают 20—25 см, обычно растение покрыто серебристо-белыми ворсинками.
Стебли немного изогнуты, могут ветвиться в верхней части и образовывать низкие кустики.
Листья ланцетной формы образуют прикорневую розетку.
Цветки собраны в корзинки, образующие щитки. Центр звёздчато расположенных листочков вокруг соцветия состоит из сизо-жёлтых корзинок, окружённых листочками обёртки. Верхушечные листья сверху снежно-белого цвета из-за толстого войлочного опушения. Прицветники и всё растение сильно опушены, что делает растение серебристым. У многих представителей этого вида соцветия отличаются по оттенку цветков. Цветёт весной или летом.
Плод — семянка.

## В садовой культуре
Альпийский эдельвейс может существенно меняться. Например, отличаются размножающиеся семенами растения, которые растут не в сходных местах, не на одинаковой высоте над уровнем моря. Чтобы сохранить особенности данного вида (или сорта), садоводам рекомендуют применять вегетативный способ размножения. Семена быстро всходят и долго сохраняют всхожесть. Если посев произведён весной, то рассаду можно выращивать в цветочных горшках до осени. Довольно эффективен способ размножения разделением корневища весной, а ещё лучше ранней осенью. Растения развиваются на одном и том же месте два-три года, затем их пересаживают на новый участок, где они снова начинают цвести. В высоту они достигают 10—20 см. Рассаживают их весной или в конце лета. Отлично растут в щелях, между камнями, в щербинках, на солнечных участках.

## Хозяйственное значение и применение
Соцветия иногда используют в сухих букетах.
Растение декоративно и применяется в садоводстве, особенно для альпинариев и альпийских горок.
Декоративность цветков приводит к сильному истреблению вида.

## Цветок в символике
Соцветия растения известны как символ высоких гор и труднодоступности.
Примеры использования изображения цветка:

на монетах
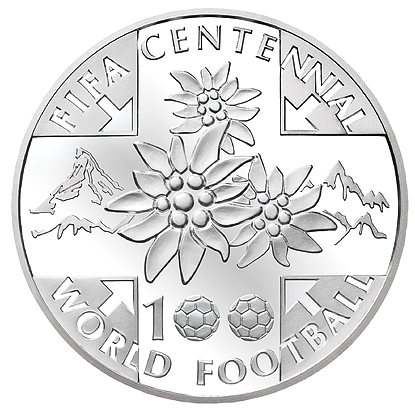
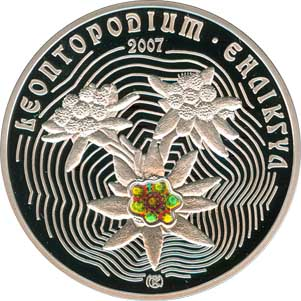

на гербах
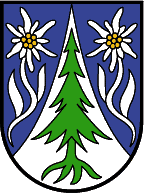
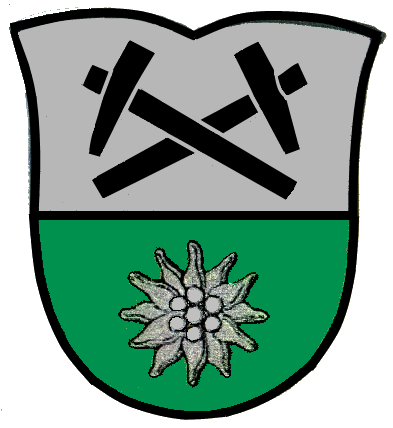

прочее
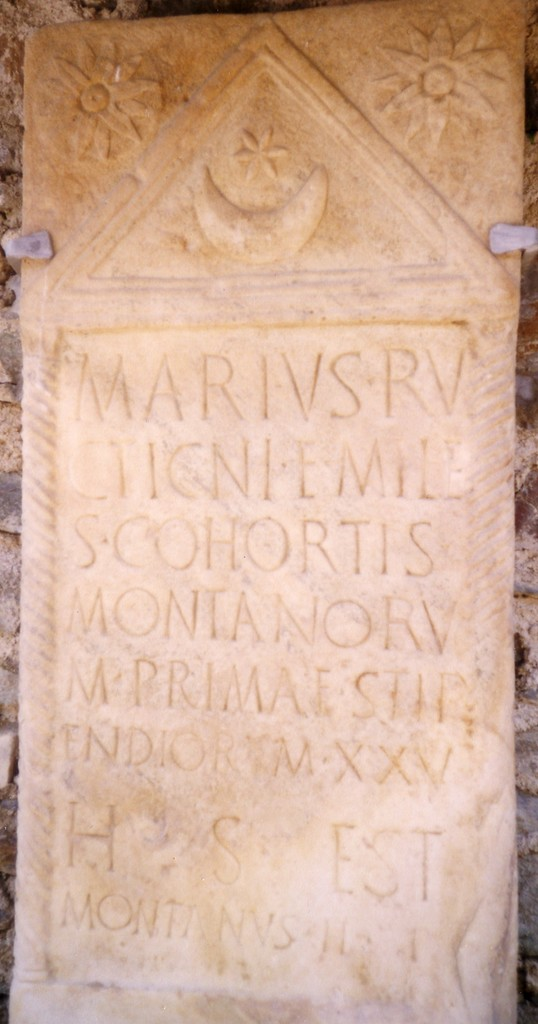
Древнеримская надгробная плита I века н. э.
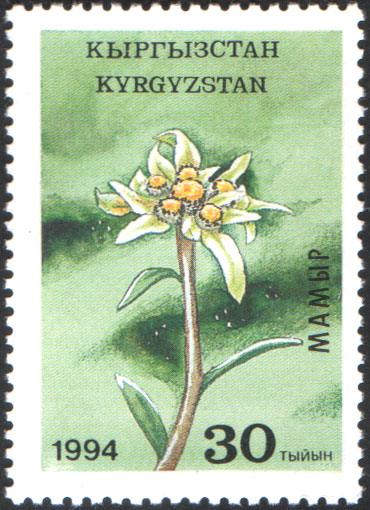
Флаг Раховского района Закарпатской области